# Coppa Italia 1980-1981

Il brasiliano Juary sigla il 4-1 finale per l' sul nella gara del primo turno, 31 agosto 1980: fu il primo gol di uno straniero nel calcio italiano dalla riapertura delle frontiere.

La Coppa Italia 1980-1981 fu la 34ª edizione della manifestazione calcistica. Iniziò il 20 agosto 1980 e si concluse il 17 giugno 1981.
La formula rimase sostanzialmente invariata rispetto alla edizione precedente, con l'eccezione del ritorno alla finale con sfide di andata e ritorno, epilogo che rimase in vigore fino all'edizione 2006-2007.
Fu vinta dalla Roma in finale contro il Torino, esattamente come la precedente edizione.

## Primo turno

### Girone 1
| Squadra     | P.ti | G | V | N | P | GF | GS | DR |
| ----------- | ---- | - | - | - | - | -- | -- | -- |
| 1. Juventus | 7    | 4 | 3 | 1 | 0 | 8  | 3  | +5 |
| 2. Udinese  | 5    | 4 | 1 | 3 | 0 | 5  | 3  | +2 |
| 3. Genoa    | 3    | 4 | 0 | 3 | 1 | 2  | 4  | -2 |
| 4. Taranto  | 3    | 4 | 1 | 1 | 2 | 2  | 4  | -2 |
| 5. Brescia  | 2    | 4 | 0 | 2 | 2 | 2  | 5  | -3 |

| Arbitro: | Redini (Pisa) |

|           |           |                |
| Boito 38’ | Marcatori | 7’ Bergamaschi |

| Arbitro: | Longhi (Roma) |

|                         |           |                  |
| Tesser 52’ Pradella 59’ | Marcatori | 75’, 78’ Bettega |

| Genova 24 agosto 1980, ore 20:45 CEST 2ª giornata | Genoa         | 0 – 0 referto | Udinese | Stadio Luigi Ferraris\| Arbitro: \| Lops (Torino) \| |
| Arbitro:                                          | Lops (Torino) |               |         |                                                      |

| Arbitro: | Tonolini (Milano) |

|                |           |  |
| Fanna 40’, 63’ | Marcatori |  |

| Arbitro: | D'Elia (Salerno) |

|  |           |             |
|  | Marcatori | 88’ Cabrini |

| Arbitro: | Lombardo (Marsala) |

|                            |           |  |
| Sgarbossa 54’ Pradella 83’ | Marcatori |  |

| Arbitro: | Menegali (Roma) |

|                    |           |           |
| Iachini 69’ (rig.) | Marcatori | 9’ Tesser |

| Taranto 3 settembre 1980, ore 17:00 CEST 4ª giornata | Taranto            | 0 – 0 referto | Genoa | Stadio Erasmo Iacovone\| Arbitro: \| Bianciardi (Siena) \| |
| Arbitro:                                             | Bianciardi (Siena) |               |       |                                                            |

| Arbitro: | Terpin (Trieste) |

|                                            |           |           |
| Cabrini 52’ (rig.) Fanna 64’ Prandelli 82’ | Marcatori | 65’ Russo |

| Arbitro: | Parussini (Udine) |

|                      |           |  |
| Fabbri 52’ Mucci 82’ | Marcatori |  |

### Girone 2
| Squadra     | P.ti | G | V | N | P | GF | GS | DR |
| ----------- | ---- | - | - | - | - | -- | -- | -- |
| 1. Avellino | 6    | 4 | 2 | 2 | 0 | 7  | 3  | +4 |
| 2. Palermo  | 6    | 4 | 3 | 0 | 1 | 6  | 4  | +2 |
| 3. Inter    | 4    | 4 | 1 | 2 | 1 | 3  | 3  | 0  |
| 4. Milan    | 3    | 4 | 1 | 1 | 2 | 2  | 3  | -1 |
| 5. Catania  | 1    | 4 | 0 | 1 | 3 | 3  | 8  | -5 |

| Arbitro: | Menegali (Roma) |

|                 |           |            |
| Criscimanni 11’ | Marcatori | 48’ Baresi |

| Catania 20 agosto 1980, ore 17:30 CEST 1ª giornata | Catania       | 0 – 0 referto | Inter | Stadio Cibali\| Arbitro: \| Ciulli (Roma) \| |
| Arbitro:                                           | Ciulli (Roma) |               |       |                                              |

| Arbitro: | Tani (Livorno) |

|                     |           |  |
| Chiavaro 25’ (aut.) | Marcatori |  |

| Arbitro: | Facchin (Udine) |

|  |           |            |
|  | Marcatori | 7’ Vignola |

| Arbitro: | Altobelli (Roma) |

|                                                |           |                     |
| Di Somma 5’ De Ponti 24’ Valente 32’ Juary 51’ | Marcatori | 39’ (aut.) Di Somma |

| Arbitro: | Paparesta (Bari) |

|            |           |                             |
| Muraro 56’ | Marcatori | 25’ Calloni 60’ De Stefanis |

| Arbitro: | Lo Bello (Siracusa) |

|            |           |             |
| Muraro 79’ | Marcatori | 84’ Vignola |

| Arbitro: | Benedetti (Roma) |

|             |           |  |
| Calloni 65’ | Marcatori |  |

| Arbitro: | Ballerini (La Spezia) |

|                     |           |                                        |
| Casale 28’ Piga 63’ | Marcatori | 17’ Calloni 72’ (aut.) Croci 82’ Conte |

| Arbitro: | Lattanzi (Roma) |

|  |           |               |
|  | Marcatori | 66’ Altobelli |

### Girone 3
| Squadra     | P.ti | G | V | N | P | GF | GS | DR |
| ----------- | ---- | - | - | - | - | -- | -- | -- |
| 1. SPAL     | 7    | 4 | 3 | 1 | 0 | 9  | 3  | +6 |
| 2. Cagliari | 5    | 4 | 2 | 1 | 1 | 7  | 6  | +1 |
| 3. Foggia   | 4    | 4 | 1 | 2 | 1 | 6  | 8  | -2 |
| 4. Monza    | 2    | 4 | 1 | 0 | 3 | 5  | 7  | -2 |
| 5. Como     | 2    | 4 | 0 | 2 | 2 | 1  | 4  | -3 |

| Arbitro: | D'Elia (Salerno) |

|                           |           |  |
| Mastalli 38’ Acanfora 56’ | Marcatori |  |

| Arbitro: | Lombardo (Marsala) |

|                                                      |           |  |
| Ferrari 47’ (rig.) Giani 67’ Castronaro 85’ Grop 88’ | Marcatori |  |

| Arbitro: | Pairetto (Torino) |

|           |           |  |
| Piras 10’ | Marcatori |  |

| Como 24 agosto 1980, ore 20:30 CEST 2ª giornata | Como             | 0 – 0 referto | Foggia | Stadio Giuseppe Sinigaglia\| Arbitro: \| Vitali (Bologna) \| |
| Arbitro:                                        | Vitali (Bologna) |               |        |                                                              |

| Arbitro: | Lo Bello (Siracusa) |

|                        |           |           |
| Piras 49’ Brugnera 74’ | Marcatori | 35’ Gobbo |

| Arbitro: | Castaldi (Vasto) |

|              |           |                          |
| Mastalli 85’ | Marcatori | 40’ Giani 57’ Castronaro |

| Como 3 settembre 1980, ore 20:30 CEST 4ª giornata | Como                  | 0 – 0 referto | SPAL | Stadio Giuseppe Sinigaglia\| Arbitro: \| Ballerini (La Spezia) \| |
| Arbitro:                                          | Ballerini (La Spezia) |               |      |                                                                   |

| Arbitro: | Longhi (Roma) |

|                        |           |                             |
| Musiello 15’ Bozzi 74’ | Marcatori | 44’ Selvaggi 84’ Canestrari |

| Arbitro: | Falzier (Treviso) |

|                                        |           |                       |
| Tivelli 3’ Musiello 34’, 62’ Bozzi 57’ | Marcatori | 25’ Monelli 89’ Tatti |

| Arbitro: | Agnolin (Bassano del Grappa) |

|                             |           |                              |
| Giani 48’ Bergossi 82’, 90’ | Marcatori | 13’ (aut.) Cavasin 45’ Piras |

### Girone 4
| Squadra       | P.ti | G | V | N | P | GF | GS | DR |
| ------------- | ---- | - | - | - | - | -- | -- | -- |
| 1. Fiorentina | 6    | 4 | 2 | 2 | 0 | 6  | 2  | +4 |
| 2. Atalanta   | 6    | 4 | 2 | 2 | 0 | 4  | 1  | +3 |
| 3. Pistoiese  | 3    | 4 | 1 | 1 | 2 | 1  | 3  | -2 |
| 4. Cesena     | 3    | 4 | 1 | 1 | 2 | 5  | 8  | -3 |
| 5. Rimini     | 2    | 4 | 0 | 2 | 2 | 2  | 4  | -2 |

| Arbitro: | Paparesta (Bari) |

|                          |           |  |
| Bordon 60’ Piraccini 69’ | Marcatori |  |

| Rimini 20 agosto 1980, ore 21:00 CEST 1ª giornata | Rimini            | 0 – 0 referto | Atalanta | Stadio Romeo Neri\| Arbitro: \| Angelelli (Terni) \| |
| Arbitro:                                          | Angelelli (Terni) |               |          |                                                      |

| Arbitro: | Pieri (Genova) |

|             |           |              |
| Messina 71’ | Marcatori | 9’ Orlandini |

| Arbitro: | Milan (Treviso) |

|                                  |           |                             |
| Garlini 21’ (rig.) Piraccini 35’ | Marcatori | 26’ (aut.) Oddi 66’ Mazzoni |

| Arbitro: | Agnolin (Bassano del Grappa) |

|                       |           |  |
| Scala 20’ Messina 52’ | Marcatori |  |

| Firenze 31 agosto 1980, ore 21:00 CEST 3ª giornata | Fiorentina       | 0 – 0 referto | Pistoiese | Stadio Comunale\| Arbitro: \| Terpin (Trieste) \| |
| Arbitro:                                           | Terpin (Trieste) |               |           |                                                   |

| Arbitro: | Lops (Torino) |

|                                                |           |                 |
| Desolati 2’, 89’ Perego 44’ (aut.) Bertoni 45’ | Marcatori | 64’ Bergamaschi |

| Arbitro: | Pirandola (Lecce) |

|               |           |  |
| Venturini 81’ | Marcatori |  |

| Arbitro: | Menegali (Roma) |

|  |           |             |
|  | Marcatori | 37’ Messina |

| Arbitro: | Barbaresco (Cormons) |

|  |           |                |
|  | Marcatori | 63’ Casagrande |

### Girone 5
| Squadra              | P.ti | G | V | N | P | GF | GS | DR |
| -------------------- | ---- | - | - | - | - | -- | -- | -- |
| 1. Bologna           | 7    | 4 | 3 | 1 | 0 | 7  | 2  | +5 |
| 2. Napoli            | 7    | 4 | 3 | 1 | 0 | 6  | 3  | +3 |
| 3. Lanerossi Vicenza | 4    | 4 | 2 | 0 | 2 | 4  | 6  | -2 |
| 4. Sampdoria         | 2    | 4 | 1 | 0 | 3 | 2  | 3  | -1 |
| 5. Pisa              | 0    | 4 | 0 | 0 | 4 | 1  | 6  | -5 |

| Arbitro: | Tonolini (Milano) |

|             |           |  |
| Tosetto 41’ | Marcatori |  |

| Arbitro: | Benedetti (Roma) |

|                |           |                          |
| Cantarutti 11’ | Marcatori | 3’ Dossena 41’ Garritano |

| Arbitro: | Patrussi (Ravenna) |

|             |           |  |
| Nicolini 1’ | Marcatori |  |

| Arbitro: | Magni (Bergamo) |

|  |           |            |
|  | Marcatori | 41’ Cupini |

| Arbitro: | Ciulli (Roma) |

|            |           |                    |
| Fabbri 72’ | Marcatori | 43’ (rig.) Musella |

| Arbitro: | Angelelli (Terni) |

|                  |           |  |
| Sartori 32’, 35’ | Marcatori |  |

| Arbitro: | Mattei (Macerata) |

|                                    |           |  |
| Fiorini 27’ Paris 31’ Zuccheri 89’ | Marcatori |  |

| Arbitro: | Pairetto (Torino) |

|            |           |  |
| Capone 72’ | Marcatori |  |

| Arbitro: | Bergamo (Livorno) |

|                  |           |                                              |
| Tosetto 25’, 36’ | Marcatori | 6’ Pellegrini 53’ (aut.) Cupini 66’ Nicolini |

| Arbitro: | Casarin (Milano) |

|  |           |               |
|  | Marcatori | 25’ Garritano |

### Girone 6
| Squadra    | P.ti | G | V | N | P | GF | GS | DR |
| ---------- | ---- | - | - | - | - | -- | -- | -- |
| 1. Lazio   | 7    | 4 | 3 | 1 | 0 | 7  | 1  | +6 |
| 2. Ascoli  | 5    | 4 | 2 | 1 | 1 | 4  | 2  | +2 |
| 3. Pescara | 4    | 4 | 2 | 0 | 2 | 3  | 5  | -2 |
| 4. Varese  | 3    | 4 | 1 | 1 | 2 | 3  | 3  | 0  |
| 5. Verona  | 1    | 4 | 0 | 1 | 3 | 0  | 6  | -6 |

| Arbitro: | Lanese (Messina) |

|  |           |                               |
|  | Marcatori | 42’ Spinozzi 80’ Garlaschelli |

| Verona 20 agosto 1980, ore 21:00 CEST 1ª giornata | Verona            | 0 – 0 referto | Varese | Stadio Marcantonio Bentegodi\| Arbitro: \| Pirandola (Lecce) \| |
| Arbitro:                                          | Pirandola (Lecce) |               |        |                                                                 |

| Arbitro: | Bianciardi (Siena) |

|                    |           |  |
| Gentile 72’ (aut.) | Marcatori |  |

| Arbitro: | Parussini (Udine) |

|  |           |                  |
|  | Marcatori | 38’ Trevisanello |

| Arbitro: | Falzier (Treviso) |

|                       |           |                 |
| Bigon 8’ Citterio 54’ | Marcatori | 30’ Di Giovanni |

| Arbitro: | Redini (Pisa) |

|  |           |                              |
|  | Marcatori | 36’ Perico 86’ (aut.) Fedele |

| Arbitro: | Tani (Livorno) |

|                  |           |                              |
| Trevisanello 20’ | Marcatori | 27’ Di Michele 50’ Cinquetti |

| Arbitro: | Patrussi (Ravenna) |

|                                               |           |  |
| Gentile 58’ (aut.) Garlaschelli 76’ Greco 82’ | Marcatori |  |

| Ascoli Piceno 7 settembre 1980, ore 18:00 CEST 5ª giornata | Ascoli             | 0 – 0 referto | Lazio | Stadio Cino e Lillo Del Duca\| Arbitro: \| Michelotti (Parma) \| |
| Arbitro:                                                   | Michelotti (Parma) |               |       |                                                                  |

| Arbitro: | Facchin (Udine) |

|                              |           |  |
| Donà 6’ Turchetta 53’ (rig.) | Marcatori |  |

### Girone 7
| Squadra      | P.ti | G | V | N | P | GF | GS | DR |
| ------------ | ---- | - | - | - | - | -- | -- | -- |
| 1. Torino    | 7    | 4 | 3 | 1 | 0 | 10 | 3  | +7 |
| 2. Perugia   | 4    | 4 | 1 | 2 | 1 | 3  | 3  | 0  |
| 3. Catanzaro | 4    | 4 | 2 | 0 | 2 | 3  | 5  | -2 |
| 4. Bari      | 3    | 4 | 1 | 1 | 2 | 3  | 3  | 0  |
| 5. Lecce     | 2    | 4 | 0 | 2 | 2 | 1  | 6  | -5 |

| Arbitro: | Castaldi (Vasto) |

|                |           |  |
| De Giorgis 20’ | Marcatori |  |

| Arbitro: | Altobelli (Roma) |

|           |           |  |
| Butti 43’ | Marcatori |  |

| Arbitro: | Mattei (Macerata) |

|            |           |                       |
| Serena 67’ | Marcatori | 18’ Sala 76’ Graziani |

| Arbitro: | Prati (Parma) |

|            |           |                    |
| Miceli 26’ | Marcatori | 79’ (rig.) De Rosa |

| Arbitro: | Casarin (Milano) |

|                |           |  |
| De Giorgis 60’ | Marcatori |  |

| Arbitro: | Lanese (Messina) |

|                                                      |           |  |
| D'Amico 26’ Miceli 40’ (aut.) Graziani 46’ Pecci 50’ | Marcatori |  |

| Lecce 3 settembre 1980, ore 17:00 CEST 4ª giornata | Lecce             | 0 – 0 referto | Bari | Stadio Via del Mare\| Arbitro: \| Bergamo (Livorno) \| |
| Arbitro:                                           | Bergamo (Livorno) |               |      |                                                        |

| Arbitro: | Prati (Parma) |

|                                  |           |             |
| Sala 8’ D'Amico 15’ Graziani 59’ | Marcatori | 78’ Ranieri |

| Arbitro: | Magni (Bergamo) |

|                      |           |  |
| Serena 42’ Iorio 40’ | Marcatori |  |

| Arbitro: | Milan (Treviso) |

|             |           |              |
| De Rosa 89’ | Marcatori | 25’ Graziani |

## Fase finale
La Roma, in quanto detentrice del trofeo, è ammessa di diritto alla fase finale.

### Quarti di finale
| Squadra 1                             | Totale | Squadra 2 | Andata | Ritorno |
| ------------------------------------- | ------ | --------- | ------ | ------- |
| Andata 04-03-1981, Ritorno 25-03-1981 |        |           |        |         |
| Avellino                              | 3 - 6  | Juventus  | 1 - 3  | 2 - 3   |
| Lazio                                 | 0 - 4  | Bologna   | 0 - 2  | 0 - 2   |
| Fiorentina                            | 0 - 1  | Roma      | 0 - 1  | 0 - 0   |
| SPAL                                  | 1 - 4  | Torino    | 1 - 0  | 0 - 4   |

#### Tabellini
| Arbitro: | Casarin (Milano) |

|                 |           |                                  |
| Zoff 28’ (aut.) | Marcatori | 52’ Verza 75’ Causio 85’ Bettega |

| Arbitro: | Lanese (Messina) |

|                                                    |           |                         |
| Verza 19’ Repetto 65’ (aut.) Giovannone 78’ (aut.) | Marcatori | 23’ Repetto 58’ Vignola |

| Arbitro: | Terpin (Trieste) |

|  |           |                              |
|  | Marcatori | 72’ (rig.) Paris 77’ Fiorini |

| Arbitro: | Parussini (Udine) |

|                            |           |  |
| Garritano 44’ Marocchi 67’ | Marcatori |  |

| Arbitro: | Pieri (Genova) |

|  |           |               |
|  | Marcatori | 86’ Di Chiara |

| Roma 1º aprile 1981, ore 20:45 CEST Quarti di finale - Ritorno | Roma              | 0 – 0 referto | Fiorentina | Stadio Olimpico\| Arbitro: \| Tonolini (Milano) \| |
| Arbitro:                                                       | Tonolini (Milano) |               |            |                                                    |

| Arbitro: | Mattei (Macerata) |

|                    |           |  |
| Ferrari 77’ (rig.) | Marcatori |  |

| Arbitro: | Ballerini (La Spezia) |

|                                                                |           |  |
| Miele 13’ (aut.) Sclosa 51’ (rig.) Renzi 60’ (aut.) Pulici 83’ | Marcatori |  |

### Semifinali
| Squadra 1                             | Totale | Squadra 2 | Andata | Ritorno     |
| ------------------------------------- | ------ | --------- | ------ | ----------- |
| Andata 28-05-1981, Ritorno 06-06-1981 |        |           |        |             |
| Bologna                               | 4 - 5  | Torino    | 2 - 2  | 2 - 3 (dts) |
| Juventus                              | 1 - 2  | Roma      | 0 - 1  | 1 - 1       |

#### Tabellini
| Arbitro: | Menicucci (Firenze) |

|                                |           |                        |
| Paris 18’ (rig.) Garritano 80’ | Marcatori | 31’ Sclosa 75’ D'Amico |

| Arbitro: | Ciulli (Roma) |

|                                            |           |                        |
| Pulici 27’ D'Amico 88’ (rig.) Graziani 98’ | Marcatori | 9’ Enéas 78’ Benedetti |

| Arbitro: | D'Elia (Salerno) |

|  |           |               |
|  | Marcatori | 54’ Ancelotti |

| Arbitro: | Redini (Pisa) |

|                          |           |             |
| Di Bartolomei 74’ (rig.) | Marcatori | 58’ Cabrini |

### Finale
| Squadra 1 | Totale          | Squadra 2 | Andata | Ritorno |
| --------- | --------------- | --------- | ------ | ------- |
| Roma      | 2 - 2 (4-2 dcr) | Torino    | 1 - 1  | 1 - 1   |

#### Andata
| Arbitro: | Pieri (Genova) |

| |            | |
| Ancelotti 31’ | Marcatori  | 59’ (aut.) Santarini |
| Franco Tancredi Vincenzo Romano Domenico Maggiora Maurizio Turone Paulo Roberto Falcão Sergio Santarini Bruno Conti Agostino Di Bartolomei (c) Paolo Alberto Faccini Carlo Ancelotti Roberto Scarnecchia | Formazioni | · Giuliano Terraneo · Agatino Cuttone · Roberto Salvadori · Domenico Volpati · Luigi Danova · Renato Zaccarelli 28’ · Dante Bertoneri · Eraldo Pecci · Francesco Graziani (c) · Claudio Sclosa · Paolo Pulici 67’ · Sostituzioni: · Daniele Davin 28’ · Vincenzo D'Amico 67’ |
| Nils Liedholm | Allenatori | Romano Cazzaniga |

#### Ritorno
| Arbitro: | Michelotti (Parma) |

| |                      | |
| Cuttone 37’ | Marcatori            | 62’ (rig.) Di Bartolomei |
| Pecci Sclosa Bertoneri Graziani | Tiri di rigore 2 – 4 | Ancelotti Conti Santarini Di Bartolomei Falcão |
| · Giuliano Terraneo · Agatino Cuttone · Domenico Volpati · Patrizio Sala · Luigi Danova · Renato Zaccarelli 98’ · Dante Bertoneri · Eraldo Pecci · Francesco Graziani (c) · Claudio Sclosa · Paolo Pulici 75’ · Sostituzioni: · Daniele Davin 98’ · Roberto Salvadori 75’ | Formazioni           | · Franco Tancredi · Vincenzo Romano · Domenico Maggiora · Maurizio Turone 120’ · Paulo Roberto Falcão · Romeo Benetti · Bruno Conti · Agostino Di Bartolomei (c) · Roberto Pruzzo 46’ · Carlo Ancelotti · Roberto Scarnecchia · Sostituzioni: · Sergio Santarini 120’ · Luca Birigozzi 46’ |
| Romano Cazzaniga | Allenatori           | Nils Liedholm |